# قاضي قدور
قاضي قدور (1952 - 15 سبتمبر 1995) أكاديمي ولغوي مغربي، كان يعمل أستاذاً باحثًا في كلية الآداب والعلوم الإنسانية - ظهر المهراز بفاس، ويُعتبر من أبرز رموز القضية الأمازيغية بمنطقة الريف.
توفي بتاريخ 15 سبتمبر 1995، عن عمر يناهز 43 عامًا، في حادثة سير غامضة.

## سيرته
بعد دراسته الابتدائية والثانوية في آيت سيدار وتطوان، التحق بجامعة محمد الخامس، كلية الآداب والعلوم الإنسانية، حيث حصل فيها على الإجازة في اللغة الفرنسية وآدابها سنة 1974، ثم استكمل تكوينه بالمدرسة العليا للأساتذة، وبعد حصوله على شهادة الدروس المعمقة في اللسانيات بكلية الآداب اجتاز مباراة المساعدين ليلتحق بهيئة التدريس بكلية الآداب بفاس سنة 1977 ليعمل بها كمساعد. وفي سنة 1979 حصل على منحة تدريب مكنته من متابعة تكوينه الأكاديمي بجامعة السوربون (باريس3) حيث قام بتهيئ ومناقشة رسالة دكتوراه السلك الثالث في اللسانيات الأمازيغية تحت إشراف الأستاذ ليونيل كالان وذلك سنة 1981، وبعد ذلك عاد إلى كلية الآداب بفاس ليستأنف عمله كأستاذ مساعد، وفي سنة 1990 ناقش أطروحة الدولة في نفس التخصص.
دأب قدور على الحرص على الجمع بين عمله العلمي الأكاديمي وبين نشاطه النضالي الجمعوي، وقد كان مقتنعا بضرورة الاهتمام بالعلوم الإنسانية بصفة عامة وباللسانيات على وجه الخصوص، لكونها علوما تساعد على تطوير البحث المتعدد الأبعاد في اللغة والثقافة الأمازيغيتين والكشف عن مقومات الهوية الوطنية المتعددة المكونات. ونفس هذا الحرص وهذا الانشغال جعله ينخرط في أوساط السبعينات في النشاط الجمعوي الأمازيغي، سواء بفرنسا وهو طالب أو في المغرب وهو أستاذ جامعي ومناضل نشيط. وفي هذا الإطار، أنشأ مجموعة البحث والدراسات اللغوية بكلية الآداب بفاس وتحمل مسؤولية تنشيطها منذ سنة 1981 إلى وفاته، وقام بتأسيس جمعية الانطلاقة الثقافية بالناظور في أواخر شهر يناير 1978. ويعتبر هذا الفضاء الجمعوي أول هيئة نضالية أمازيغية بمنطقة الريف، ساهم أعضاؤها في بلورة الثقافة الوطنية برافدها الأمازيغي مع الانفتاح على الثقافة العالمية والسعي وراء تطوير الثقافة والتراث الأمازيغيتين والنهوض باللغة الأمازيغية من خلال نشر الوعي بضرورة العناية بها وإيلاء المكانة اللائقة بها في النسيج الثقافي الوطني.

## وفاته
تعرّض قاضي قدور هو وزوجته الأستاذة «أمل الركالة» لحادثة سير مروعة بنواحي مدينة مكناس، توفي قدور على إثرها بتاريخ 15 سبتمبر 1995، في حين دخلت زوجته في غيبوبة دامت لسنوات قبل أن تلفظ أنفاسها الأخيرة تاركين طفلين: أنس وليلى في كنف جدهما بمدينة طنجة.